# Licania silvatica
Licania silvatica är en tvåhjärtbladig växtart som beskrevs av Ghillean `Iain' Tolmie Prance och Auguste François Marie Glaziou. Licania silvatica ingår i släktet Licania och familjen Chrysobalanaceae. Inga underarter finns listade i Catalogue of Life.